# سفارة دولة فلسطين لدى تشيلي
سفارة دولة فلسطين لدى تشيلي هي الممثلية الدبلوماسية العُليا لدولة فلسطين لدى تشيلي. تقع السفارة في سانتياغو.